# Trifilita
La trifilita es un mineral de la clase de los minerales fosfatos, y dentro de esta pertenece al llamado “grupo de la trifilita”. Fue descubierta en 1834 en el bosque bávaro, en el estado de Baja Sajonia (Alemania), siendo nombrada así del griego phylon -familia-, por estar compuesto de tres cationes -Fe, Li,trazas de Mn-.

## Características químicas
Es un fosfato anhidro de litio y hierro. El grupo de la trifilita al que pertenece son fosfatos anhidros, siendo isoestructural con el olivino ((Mg,Fe)SiO4). La oxidación del mineral puede cambiar mucho las propiedades ópticas.
Forma una serie de solución sólida con la litiofilita (LiMn2+PO4), en la que la sustitución gradual del hierro por manganeso va dando los distintos minerales de la serie.
Además de los elementos de su fórmula, suele llevar como impurezas: manganeso, magnesio y calcio.

## Formación y yacimientos
Es un mineral de formación secundaria comúnmente pseudomórfico de las especies primarias originales. Es el más abundante de los fosfatos primarios en un complejo zonado de rocas pegmatitas de tipo granito, donde normalmente se encuentra reemplazando a la siderita junto a otros minerales fosfatos. Puede tener crecimiento epitáxico con la graftonita.
Suele encontrarse asociado a otros minerales como: ferrisicklerita, heterosita, alluaudita u otros fosfatos y óxidos del hierro y manganeso.